# Magni Grenivík
Magni is een IJslandse voetbalclub uit Grenivík in de provincie Norðurland eystra. De club werd in 1915 opgericht en de clubkleuren zijn zwart-wit. Magni kent zijn geschiedenis vooral in de lagere voetbalklassen, slechts enkele keren behaalde men het tweede niveau. 

## Geschiedenis
In 1979 acteerden de zwart-witten voor het laatst in de 1. deild karla, de tweede klasse. In 2017 werd weer eens promotie bereikt naar de 1. deild karla. Door de experts werden de zwart-witten bestemd als een vogel voor de kat, echter lukte het de noordelingen om aardig mee te komen in de competitie. Ondanks dat men het hele seizoen op de degradatieplaatsen bivakkeerde, kwam de redding op de laatste speeldag, toen men op bezoek ging directe concurrent ÍR. Magni pakte drie punten in Reykjavík en zou zich daarmee op een bijzondere manier handhaven in de 1. deild karla. Men verbleef drie achtereenvolgende seizoenen op het tweede niveau. 